# 84-й бомбардировочный авиационный корпус
84-й бомбардиро́вочный авиацио́нный ко́рпус (84-й бак) — соединение Военно-Воздушных сил (ВВС) Вооружённых Сил СССР.

## История наименований
- 8-й авиацио́нный ко́рпус да́льнего де́йствия;
- 8-й авиацио́нный Смоле́нский ко́рпус да́льнего де́йствия;
- 19-й бомбардиро́вочный авиацио́нный ко́рпус (22.12.1944 г.);
- 8-й бомбардиро́вочный авиацио́нный ко́рпус (26.04.1946 г.);
- 84-й бомбардиро́вочный авиацио́нный ко́рпус (с 20.02.1949 г.)[1];
- 84-й тяжёлый бомбардиро́вочный авиацио́нный ко́рпус (с 1951 г.)[1];
- 84-й отде́льный тяжёлый бомбардиро́вочный авиацио́нный ко́рпус (с июня 1953 г.)[1];
- 5-я воздушная армия дальней авиации (с июля 1957 г. на базе 84-го отдельного тяжёлого бомбардировочного авиационного корпуса)[1];
- 8-й отдельный тяжёлый бомбардировочный авиационный корпус (с 07.1960 г.);
- 30-я воздушная армия верховного главнокомандования стратегического назначения (с 01.08.1980 г.);
- Войсковая часть (Полевая почта 25414);
- Войсковая часть (Полевая почта 15496) (с июля 1957 г.);
- Войсковая часть (Полевая почта 15502) (с июля 1960 г.);
- Войсковая часть (Полевая почта 15502) (с 01.08.1980 г.).

## История организационного строительства
История организационного строительства корпуса уходит в 1943 год, когда 30 апреля 1943 года во исполнение Постановления Государственного Комитета Обороны № ГКО-3275сс от 30 апреля 1943 года на базе 36-й авиационной дивизии дальнего действия был сформирован 8-й авиационный корпус дальнего действия. 22 декабря 1944 года 8-й авиационный корпус дальнего действия расформирован, при этом:
- дивизии корпуса переданы в 1-й гвардейский бомбардировочный авиационный корпус;
- управление корпуса прибыло на Дальневосточный ТВД для формирования нового соединения — 19-го бомбардировочного авиационного корпуса в составе ВВС Дальневосточного Фронта. После формирования корпуса путём придания ему частей 33-й бомбардировочной авиационной дивизии, отдельных бомбардировочных полков и формирования 55-й бомбардировочной авиационной дивизии, корпус принял участие в Советско-японской войне в составе 9-й воздушной армии 1-го Дальневосточного фронта. Корпус с 9 августа по 2 сентября 1945 года принимал участие в Харбино-Гиринской наступательной стратегической операции[3].

По окончании войны с Японией 19-й бомбардировочный авиационный корпус был реорганизован и опять получил наименование 8-й бомбардировочный авиационный Смоленский корпус. Корпус базировался в Воздвиженке Приморского края (с 1953 года). 26 апреля 1946 года корпус передан в состав дальней авиации и вошёл в состав вновь сформированной 3-й воздушной армии дальней авиации. В 1949 году в связи с массовым переименованием частей, соединений и объединений 20 февраля 1949 года корпус получил новое наименование — 84-й бомбардировочный авиационный корпус. В 1951 году после перевооружения на новые самолёты Ту-4 корпус переименован в 84-й тяжёлый бомбардировочный авиационный корпус. В середине 1953 года 65-я воздушная армия дальней авиации, куда входил корпус была расформирована и корпус стал отдельным — 84-й отдельный тяжёлый бомбардировочный авиационный корпус в прямом подчинении командования дальней авиации.
В связи с обострением международных отношений с Китаем в середине 1957 года на базе корпуса развёрнута 5-я воздушная армия дальней авиации, а сам корпус расформирован. В декабре 1957 года в состав армии вошла сформированная на самолётах Ту-95 на аэродроме Долонь в Семипалатинской области Казахской ССР 79-я тяжёлая бомбардировочная авиационная дивизия.
После потепления отношений с Китаем 1 июля 1960 года 5-я воздушная армия дальней авиации расформирована, а её управление переформировано в 8-й отдельный тяжёлый бомбардировочный авиационный корпус. В связи с изменениями органиазационной структуры дальней авиации 1 августа 1980 года корпус расформирован, а на его базе сформирована 30-я воздушная армия Верховного главнокомандования стратегического назначения. После распада ССР в октябре 1994 года 30-я воздушная армия Верховного главнокомандования стратегического назначения расформирована.

## Командир корпуса
- генерал-лейтенант авиации Георгиев Иван Васильевич[4], период нахождения в должности — с апрель 1946 года по декабрь 1949 года;
- генерал-майор авиации Набоков Семён Константинович[5], период нахождения в должности — с февраля 1951 года по сентябрь 1952 года;
- генерал-майор авиации Картаков Василий Андреевич[6], период нахождения в должности: с сентября 1952 года по август 1953 года;
- генерал-майор авиации Картаков Василий Андреевич[6], период нахождения в должности: с мая 1955 года по июль 1957 года (назначен командующим 5-й воздушной армии дальней авиации).

## В составе объединений
| Объединение                                                       | Период                  |
| ----------------------------------------------------------------- | ----------------------- |
| 3-я воздушная армия дальней авиации Командование дальней авиации  | 20.02.1949 — 01.07.1957 |
| 65-я воздушная армия дальней авиации Командование дальней авиации | 20.02.1949 — 01.07.1953 |
| Командование дальней авиации                                      | 01.07.1953 — 01.07.1957 |

## Соединения, части и отдельные подразделения корпуса
По состоянию на февраль 1949 года 84-й бомбардировочный авиационный корпус включал;
- 33-я бомбардировочная авиационная Краснознамённая дивизия (Белогорск Амурская область)[7][1];
  - 290-й бомбардировочный авиационный полк (Ил-4, Белогорск, Амурская область)[7][1];
  - 303-й бомбардировочный авиационный полк (Ил-4, Завитинск, Амурская область)[7][1];
  - 442-й бомбардировочный авиационный полк (Ил-4, Белогорск, Амурская область)[7][1];
- 55-я бомбардировочная авиационная Краснознамённая дивизия Ханко-2 Северная Корея)[7][1];
  - 158-й гвардейский бомбардировочный авиационный Брянско-Берлинский Краснознамённый полк (Ил-4, Ханко-2 (Хамсунг) в Северной Корее (ныне провинция Хамгён-Намдо КНДР))[7][1];[1];
  - 169-й гвардейский бомбардировочный авиационный Рославльский полк (Ил-4, Ханко-2 Северная Корея)[7][1];
  - 444-й бомбардировочный авиационный полк (Ил-4, Ханко-2 Северная Корея)[7][1].

В 1951 году из состава корпуса вышла 33-я бомбардировочная авиационная Краснознамённая дивизия, оставив в составе корпуса 303-й тяжёлый бомбардировочный авиационный полк. По состоянию на середину 1954 года 84-й отдельный бомбардировочный авиационный корпус включал:
- 55-я бомбардировочная авиационная Краснознамённая дивизия (Воздвиженка, Приморский край)[1]:
  - 158-й гвардейский бомбардировочный авиационный Брянско-Берлинский Краснознамённый полк (Ту-4, Спасск-Дальний Приморский край)[1];
  - 169-й гвардейский бомбардировочный авиационный Рославльский полк (Ту-4, Хороль Приморский край)[1];
  - 303-й бомбардировочный авиационный полк (Ту-4, Завитинск, Амурская область)[1];
  - 444-й бомбардировочный авиационный полк (Ту-4, Воздвиженка, Приморский край)[1].

## Базирование
| Период            | Аэродром                     |
| ----------------- | ---------------------------- |
| 02.1949 — 07.1953 | Белогорск, Амурская область  |
| 07.1953 — 07.1957 | Воздвиженка, Приморский край |